# Artemis II
Artemis II (anciennement Exploration Mission 2 ou EM-2) est la deuxième mission du programme Artemis de l'agence spatiale américaine, la NASA, dont l'objectif est de ramener des humains à la surface de la Lune d'ici 2027. La mission doit emmener un équipage composé de trois astronautes américains et d'un astronaute canadien autour de la Lune avant de revenir sur Terre. Artemis II a pour but principal de tester le fonctionnement du vaisseau spatial Orion, qui sera mis en orbite par le lanceur super-lourd Space Launch System (SLS). Ce premier vol habité est prévu en février 2026.
Au cours de cette mission, le vaisseau Orion doit suivre une trajectoire de retour libre et survoler la Lune, sans atterrissage ni mise en orbite, soit un profil de vol similaire à celui de la mission Apollo 13. Il doit s'agir ainsi de la première mission avec équipage quittant l'orbite terrestre depuis Apollo 17 en décembre 1972. La mission doit être suivie par Artemis III, dont l'objectif est de déposer deux astronautes à la surface de la Lune en 2027.

## Historique
La mission Artemis II, qui doit embarquer un équipage et effectuer une deuxième répétition d'une mission lunaire sans toutefois enchainer avec un débarquement des astronautes sur le sol lunaire, est initialement programmée en 2024. Mais l'analyse des données produites durant la mission Artemis I révèle un comportement non prévu du bouclier thermique qui protège le vaisseau Orion durant la rentrée atmosphérique. Une quantité anormalement élevée de morceaux de ce revêtement ablatif se sont détachés à la fin du premier plongeon du vaisseau dans l'atmosphère dense (plusieurs plongeons et sorties de l'atmosphère permettent de ralentir le vaisseau). Si un équipage avait été présent dans la cabine il n'aurait couru aucun risque car la température n'a pas augmenté à l'intérieur du vaisseau, mais l'agence spatiale souhaite comprendre ce phénomène avant le lancement d'une nouvelle mission. Par ailleurs, la NASA a découvert une erreur de conception dans le circuit d'un épurateur jouant un rôle critique dans le système de support de vie du vaisseau Orion d'Artemis III (le même composant du vaisseau Artemis II a passé les tests sans rencontrer de problème). La NASA, ne voulant prendre aucun risque, décide de remplacer ce composant sur le vaisseau Orion utilisé par Artemis II. Cette opération nécessite le démontage de nombreux éléments, ce qui implique d’exécuter de nombreux tests une fois ces composants remis en place. Compte tenu de la complexité de ces opérations, il est décidé en janvier 2024 de repousser la mission Artemis II d'un an. Celle-ci est alors programmée en avril 2026, avant d'être ramenée à février 2026.
La mission suivante, Artemis III, dont l'objectif est de débarquer un premier équipage sur la Lune, est également repoussée d'un an, à septembre 2026, du fait du retard pris dans le développement des composants nécessaires, puis à mi-2027.

## Objectifs
Artemis II est la deuxième mission du programme Artemis, dont l'objectif est de ramener des hommes sur la Lune, mais la première dans laquelle le vaisseau spatial Orion emporte un équipage. Elle succède à la mission Artemis I lancée le 16 novembre 2022, qui a permis de tester pour la première fois le lanceur géant SLS en emportant un vaisseau Orion sans équipage. L'objectif principal de la mission Artemis II est de valider les capacités et le fonctionnement des systèmes du vaisseau Orion dans le contexte d'une mission à destination de la Lune. Artemis II doit notamment permettre de valider le fonctionnement du système de support de vie sur la durée d'une mission d'une vingtaine de jours ainsi que répéter toutes les opérations qui seront effectuées durant la mission Artemis III, qui doit amener des hommes à la surface de la Lune. Pour ce faire, le vaisseau sera lancé sur une trajectoire le faisant passer derrière la Lune avant de revenir sur Terre.

## Équipage

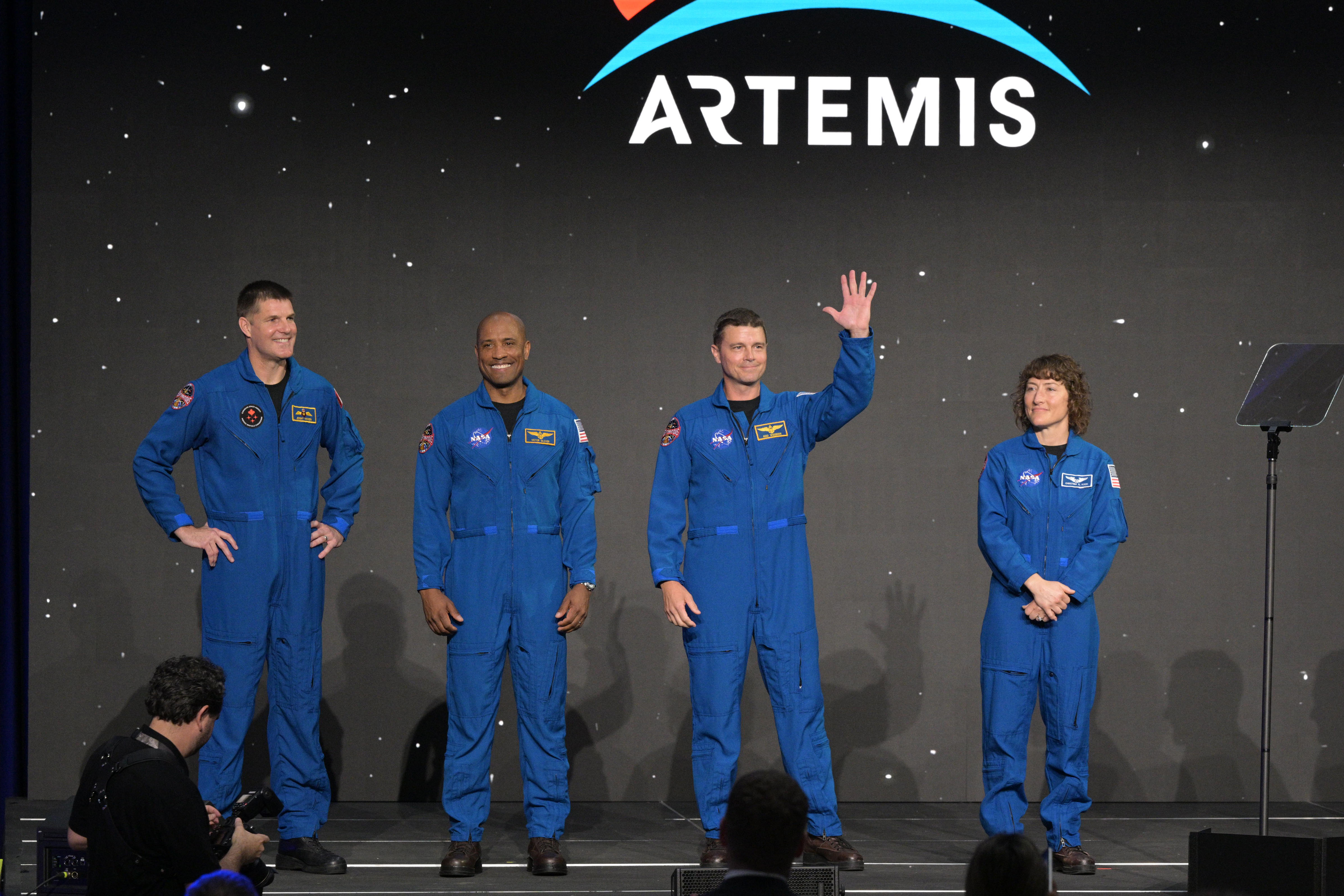
Hansen, Glover, Wiseman et Koch (de gauche à droite) sur scène lors de l'annonce publique de l'équipage d'Artemis II, le 3 avril 2023.

L'équipage comprend trois astronautes américains et un canadien, (le nombre entre parenthèses indique le nombre de vols spatiaux effectués par l'astronaute) :
- commandant : Gregory Reid Wiseman (1), États-Unis, NASA ;
- pilote : Victor J. Glover (1), États-Unis, NASA ;
- spécialiste de mission 1 : Christina Koch (1), États-Unis, NASA ;
- spécialiste de mission 2 : Jeremy Hansen, Canada, Agence spatiale canadienne.

En novembre 2023, l'Agence spatiale canadienne annonce que Jennifer Sidey sera de l'équipage de secours pour Artemis II, remplaçant Jeremy Hansen le cas échéant.
En juillet 2024, la NASA annonce qu'Andre Douglas sera de l'équipage de secours pour Artemis II, remplaçant les astronautes le cas échéant.

## Déroulement de la mission

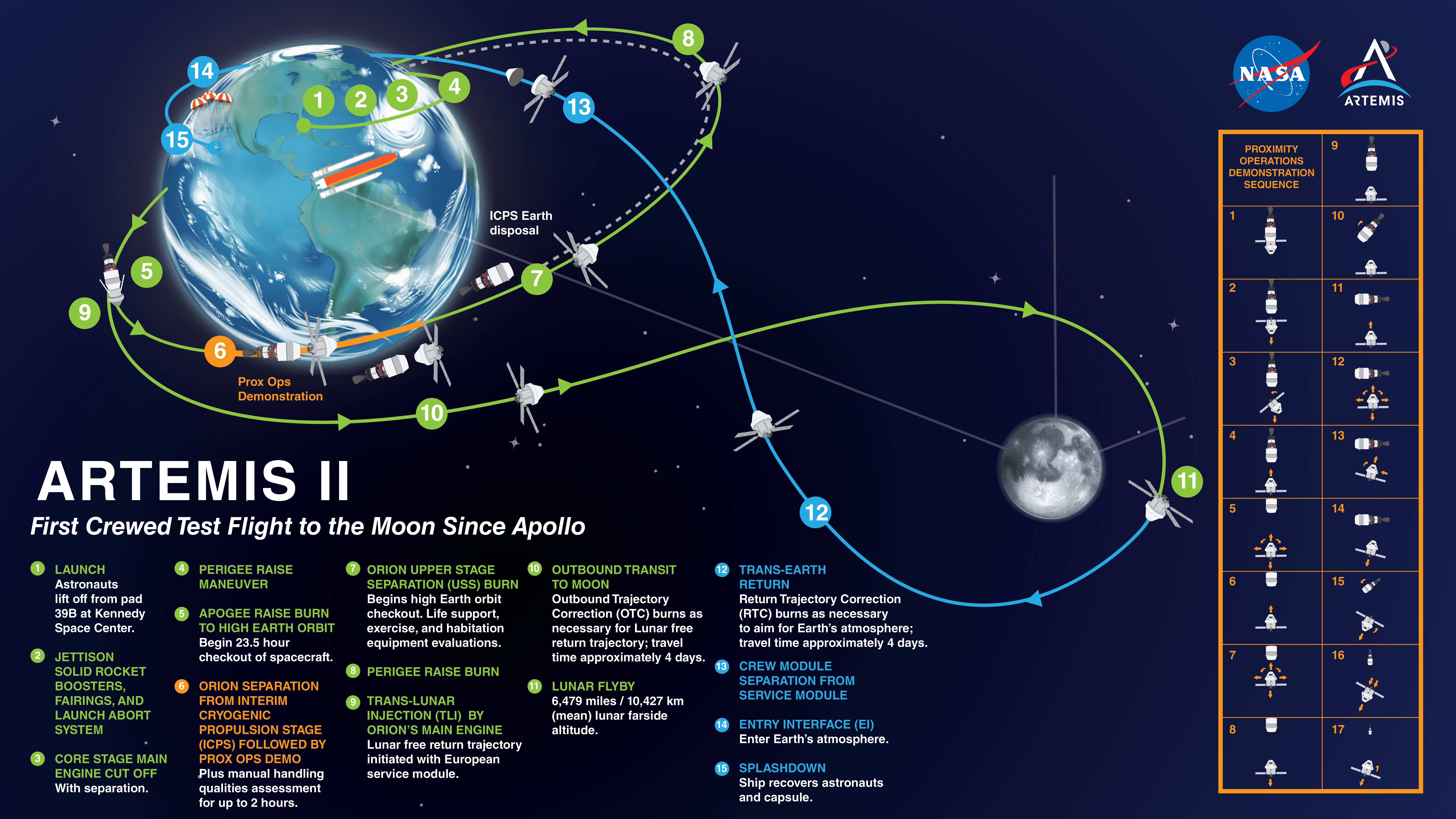
Schéma du déroulement de la mission.

La mission Artemis II doit décoller du complexe de lancement 39 situé au Centre spatial Kennedy en Floride. Le lanceur super lourd Space Launch System dans sa version Bloc 1, dont c'est le deuxième vol après Artemis I, doit d'abord placer le vaisseau Orion occupé par quatre astronautes sur une orbite terrestre basse fortement elliptique (370 × 3 300 km). Après avoir bouclé une orbite, le deuxième étage du lanceur, l'ICPS (Interim Cryogenic Propulsion Stage), resté attaché au vaisseau Orion, est rallumé pour injecter le vaisseau sur une orbite haute elliptique (370 × 109 000 km). L'étage ICPS est alors largué. L'équipage effectue plusieurs manœuvres destinées à tester les capacités de correction manuelle de l'orientation et de la trajectoire du vaisseau en utilisant comme cible l'étage ICPS. L'équipage doit ensuite vérifier les performances des différents systèmes d'Orion en particulier le système de support de vie. Les différents systèmes de communication et de navigation disponibles en orbite terrestre basse (GPS, satellites TDRS) et dans l'espace profond (Deep Space Network) sont également testés. Une fois ces vérifications effectuées, le vaisseau est injecté sur une orbite encore plus haute en utilisant la propulsion de son Module de Service européen. Cette orbite d'injection trans-lunaire (TLI) doit faire passer le vaisseau derrière la Lune de manière qu'il revienne vers la Terre après l'avoir contournée, soit une trajectoire de retour libre. Le vaisseau doit survoler la face cachée de la Lune à une distance de 7 400 kilomètres avant d'entamer le voyage de retour vers la Terre. Les trajets aller et retour doivent chacun durer quatre jours. Peu avant de pénétrer dans l'atmosphère terrestre, le module de service d'Orion est largué. Le vaisseau effectue sa rentrée atmosphérique à une vitesse de 12 km/s (46 300 km/h). Lorsque l'atmosphère a fait chuter sa vitesse à 600 km/h, les parachutes sont déployés. Le vaisseau Orion amerrit dans l'océan Pacifique à une vitesse de 37 km/h. Des navires pré-positionnés récupèrent alors l'équipage et le vaisseau Orion.

## Test d'un système de communication optique

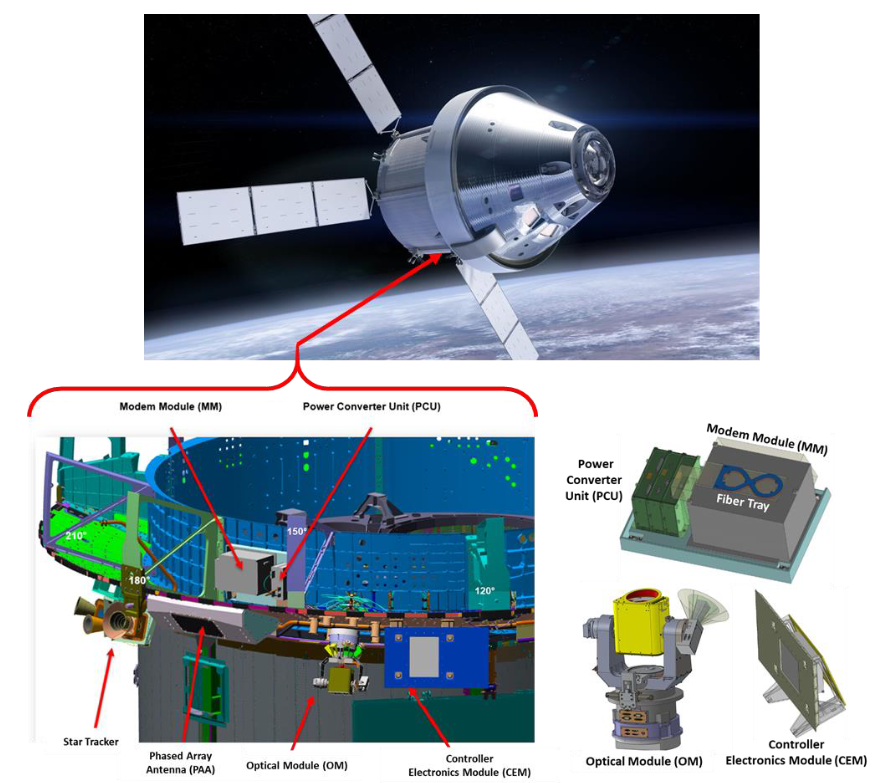
Localisation et composants du terminal optique O2O installé à bord du vaisseau Orion de la mission Artemis II.

Le vaisseau Orion est équipé à titre expérimental d'un système de communications laser baptisé « O2O » (Optical to Orion) pour communiquer avec le centre de contrôle sur Terre. Cet équipement doit être utilisé pour valider l'utilisation de ce type de système par des missions avec équipage. O2O sera utilisé dans le cadre de cette mission pour transmettre les données scientifiques, les procédures, les plans de vol et les communications par voix. Le débit sur la liaison descendante (du vaisseau vers la Terre) est de manière nominale 80 mégabits par seconde, mais peut être porté à 240 Mb/s. Sur la liaison montante, le débit est de 20 Mb/s. O2O ne remplace pas le système de communications radio fonctionnant en bande S. Il utilise le terminal optique MAScOT déjà employé par les expériences de la NASA LCRD et ILLUMA-T. Des sessions de communication quotidiennes sont programmées au cours de la mission durant les périodes de visibilité d'un des deux terminaux optiques terrestres, situés respectivement sur le site de la NASA de White Sands (Nouveau-Mexique) et sur le site de l'observatoire de Table Mountain (Californie). Il est prévu que durant la mission environ 300 gigabits de données soient produites. En utilisant l'équipement radio en bande S, 7 Gb de données peuvent être transférées quotidiennement alors qu'une session d'une heure de l'équipement optique permet de transférer 36 Gb de données,.